# Australoheros ribeirae
Australoheros ribeirae är en fiskart som beskrevs av Ottoni, Oyakawa och Costa 2008. Australoheros ribeirae ingår i släktet Australoheros och familjen Cichlidae. Inga underarter finns listade.